# Карлссон, Мари
Мари Кристине Карлссон (швед. Marie Christine Carlsson; род. 15 февраля 1958, Гётеборг) — шведская гребчиха, выступавшая за сборную Швеции по академической гребле в 1980-х годах. Победительница и призёрка первенств национального значения, участница летних Олимпийских игр в Лос-Анджелесе.

## Биография
Мари Карлссон родилась 15 февраля 1958 года в Гётеборге, Швеция. Занималась академической греблей в муниципалитете Мёльндаль, состояла в местном гребном клубе.
Впервые заявила о себе на международном уровне в сезоне 1983 года, когда вошла в состав шведской национальной сборной и выступила на чемпионате мира в Дуйсбурге, где в зачёте парных двоек стала девятой.
Благодаря череде удачных выступлений удостоилась права защищать честь страны на летних Олимпийских играх 1984 года в Лос-Анджелесе. В программе парных двоек вместе с напарницей Кариной Густавссон финишировала второй на предварительном квалификационном этапе, уступив на финише экипажу Норвегии, но через дополнительный отборочный заезд всё же отобралась в финал, где в конечном счёте пришла к финишу четвёртой — до третьей призовой позиции ей не хватило около секунды.
После лос-анджелесской Олимпиады Карлссон осталась действующей спортсменкой и продолжила принимать участие в крупнейших международных регатах. Так, в 1986 году она отметилась выступлением на чемпионате мира в Ноттингеме, где в парных двойках показала девятый результат.
В 1987 году в парных четвёрках закрыла десятку сильнейших на чемпионате мира в Копенгагене.
Пройти отбор на Олимпийские игры 1988 года в Сеуле не смогла, уступив место в шведском парном экипаже-двойке Марии Брандин.